# Parafia Matki Bożej Częstochowskiej w Lipinach Górnych
Parafia Matki Bożej Częstochowskiej w Lipinach Górnych – parafia należąca do dekanatu Biłgoraj - Południe diecezji zamojsko-lubaczowskiej. Została utworzona w 1919. Mieści się w Lipinach Górnych-Borowinie. Prowadzą ją księża diecezjalni.
Na obszarze parafii leżą miejscowości: Lipiny Dolne, Lipiny Górne, Borowina, Lipiny Dolne-Kolonia.
Na terenie parafii znajduje się cmentarz rzymskokatolicki w Lipinach Górnych.